# Las Cabezas de San Juan
Las Cabezas de San Juan è un comune spagnolo di 16 464 abitanti situato nella comunità autonoma dell'Andalusia.
L’abitato, riconoscibile dal colore bianco presente nella maggior parte degli edifici, è accessibile dalla Autovía A-4.
Oltre al capoluogo, il comune conta altri quattro nuclei abitativi:
- Marismillas
- Sacramento
- San Leandro
- Vetaherrado